# Fredericka Mandelbaum
Pour les articles homonymes, voir Mandelbaum.
Fredericka « Marm » Mandelbaum (27 février 1827 à Cassel – 26 février 1894 à Hamilton,) est une femme d'affaires et receleuse new-yorkaise qui travaillait pour de nombreux gangs et criminels de la ville. Elle était à ce titre surnommée la « Reine du recel ». Entre 1862 et 1884, elle gérait jusqu'à 5 millions de dollars d'objets volés. Elle devient rapidement une pièce maitresse du crime à New-York, où elle organise des opérations criminelles. En 1884, le New York Times la décrit ainsi comme le « noyau et centre de toute l'organisation criminelle de New York ».